# Bousculade de la Kumbh Mela de Prayag en 1954
La bousculade de la Kumbh Mela de Prayag en 1954 est une bousculade survenue lors de la Kumbha Mela le 3 février 1954 à Allahabad dans l'État de l'Uttar Pradesh en Inde. L'incident a eu lieu le jour de baignade principal de Mauni Amavasya (en) (nouvelle lune). Pendant le festival, 4 à 5 millions de pèlerins avaient participé cette année-là, il s'agissait de la première Kumbh Mela après l'indépendance de l'Inde.
Les chiffres de la tragédie variaient selon les sources. Alors que The Guardian a rapporté plus de 800 personnes mortes et plus de 100 blessées, Time a rapporté que «pas moins de 350 personnes ont été piétinées à mort et noyées, 200 ont été dénombrées disparues et plus de 2 000 ont été blessées». Selon le livre Law and Order en Inde, plus de 500 personnes étaient mortes.

## Causes et conséquences

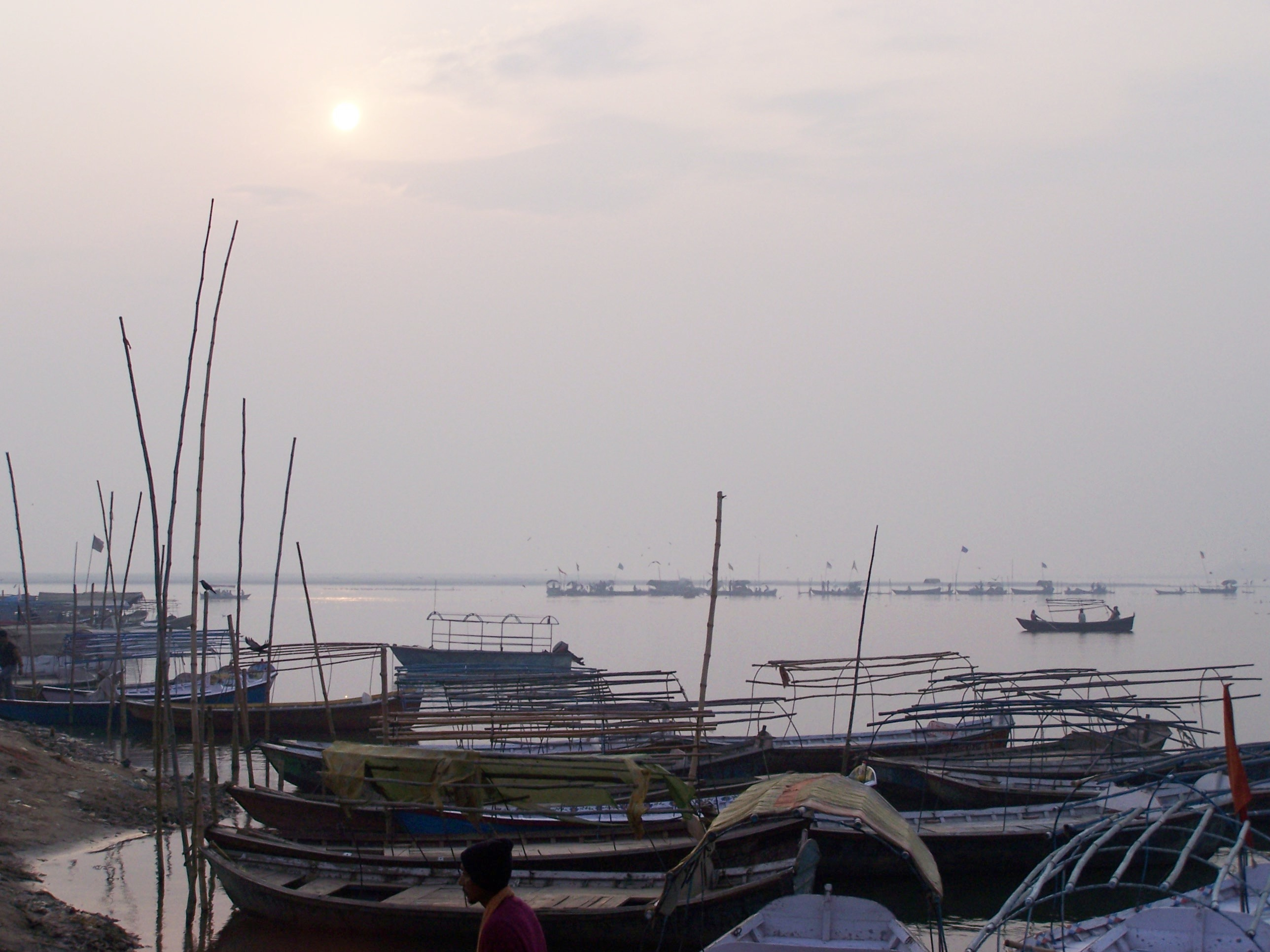
Le Triveni Sangam, ou l'intersection de la rivière Yamuna et du Gange et de la mythique rivière Saraswati, où les fidèles effectuent des rituels, et le site des grands bains pendant la Kumbh Mela.

L'occasion de la Kumbh Mela de 1954 a été utilisée par les politiciens pour se connecter avec la population indienne avant l'indépendance de l'Inde, et comme c'était le premier Kumbh Mela après l'indépendance, avec plus de 5 millions de pèlerins à Allahabad pour le festival de 40 jours, de nombreux politiciens de premier plan avait visité la ville pendant l'événement. L'échec des mesures de contrôle des foules a été aggravé non seulement par la présence d'un grand nombre d'hommes politiques, mais aussi par le fait que le Gange avait changé de cap et s'était rapproché du Bund (remblai) et de la ville, réduisant l'espace disponible du canton temporaire de Kumbh et restreignant les déplacements de la population. Ce qui a déclenché la tragédie est une vague de foule qui a franchi les barrières les séparant d'une procession de Sâdhu et de saints hommes de divers akharas, entraînant une ruée.
Après l'événement, le premier ministre Jawaharlal Nehru a suggéré que les politiciens et les personnalités devraient s'abstenir de visiter le Mela, qui ont été pratiquement exonérés avec le gouvernement de tout acte répréhensible après une enquête. Pas une seule roupie d'indemnisation n'a été versée aux familles des victimes. La commission d'enquête judiciaire, mise en place après ce qui était l'une des pires bousculades de l'histoire de l'Inde, était dirigée par le juge Kamala Kant Verma et ses recommandations sont devenues la base d'une meilleure gestion des événements futurs dans le décennies à venir. Cette tragédie est restée un sombre rappel aux planificateurs de Mela et aux administrateurs de district. Les foules ont progressivement augmenté, à tel point que 80 à 100 millions de personnes ont pris part au Kumbh Mela de 2010, ce qui en fait le plus grand rassemblement au monde. Parmi les autres bousculades de Kumbh Mela, les plus notables ont été dans les années 1840, 1906, 1954, 1986, 2003 (39 décès), 2010 (7 décès) et en 2013 (36 décès).

## Dans la culture populaire
- Il y a une référence à la bousculade du Kumbh Mela de 1954 dans le roman de 1993 A Suitable Boy de Vikram Seth. Dans le roman, l'événement s'appelle "Pul Mela" au lieu de "Kumbh Mela". Il est également représenté (à nouveau sous le nom de "Pul Mela"), dans l'adaptation télévisée de 2020.
- Dans le roman écrit par Kalkut (Samaresh Basu (en)), Amrita Kumbher Sandhane, la tragédie de la ruée est mise en évidence avec la réaction des pèlerins. Il a ensuite été adapté en film.